# Liga Nacional de Fútbol de Rusia 2022-23
La temporada 2022-23 fue la 31.ª edición de la Primera Liga Rusa, campeonato de segunda división de fútbol en Rusia. El 23 de junio de 2022 se confirmó el cambio de nombre a Primera Liga Rusa. El torneo empezó el 16 de julio de 2022 y finalizó el 3 de junio de 2023.

## Movimientos de clubes
Equipos que intercambiaron plazas para esta temporada.

### Hacia la FNL
| Pos  | Descendidos de la Liga Premier de Rusia |
| ---- | --------------------------------------- |
| 14.º | Ufa                                     |
| 15.º | Rubin Kazán                             |
| 16.º | Arsenal Tula                            |

| Grupo | Ascendidos de la Liga de Fútbol Profesional |
| ----- | ------------------------------------------- |
| 1     | Dinamo Majachkalá                           |
| 2     | Rodina Moscú                                |
| 3     | Volga Ulyanovsk                             |
| 4     | Shinnik Yaroslavl                           |

### Desde la FNL
| Pos  | Descendidos a divisiones inferiores |
| ---- | ----------------------------------- |
| 14.º | Tom Tomsk                           |
| 15.º | Olimp-Dolgoprudny                   |
| 18.º | Rotor Volgogrado                    |
| 19.º | Metallurg Lipetsk                   |
| 20.º | Tekstilshchik Ivanovo               |

| Pos | Ascendidos de la Liga Nacional de Fútbol |
| --- | ---------------------------------------- |
| 1.º | Torpedo Moscú                            |
| 2.º | Fakel Voronezh                           |
| 3.º | Oremburgo                                |

## Equipos participantes
| Club                        | Ciudad             | Estadio               | Capacidad |
| --------------------------- | ------------------ | --------------------- | --------- |
| FC Akron Tolyatti           | Tolyatti           | Kristall, Zhiguliovsk | 1565      |
| Alania Vladikavkaz          | Vladikavkaz        | Republicano Spartak   | 32 464    |
| FC Baltika                  | Kaliningrado       | Arena Baltika         | 35 212    |
| PFC Arsenal Tula            | Tula               | Arsenal               | 20 048    |
| FC Rubin Kazán              | Kazán              | Kazán Arena           | 45 379    |
| FC Dinamo Majachkalá        | Majachkalá         | Dinamo                | 16 100    |
| FC Rodina Moscú             | Moscú              | Spartakovets          | 5000      |
| FC Neftekhimik              | Nizhnekamsk        | Neftekhimik           | 3100      |
| FC Krasnodar-2              | Krasnodar          | Academia Krasnodar    | 3500      |
| FC Shinnik Yaroslavl        | Yaroslavl          | Estadio Shinnik       | 22 990    |
| FC Volga Ulyanovsk          | Uliánovsk          | Trud                  | 10 000    |
| Veles Moscú                 | Moscú              | Avangard, Domodedovo  | 5503      |
| SKA-Jabarovsk               | Jabárovsk          | Lenin (Jabárovsk)     | 15 200    |
| FC Ufa                      | Ufá                | BetBoom Arena         | 15 234    |
| FC Volgar Astrakhan         | Astracán           | Central (Astrakhan)   | 21 500    |
| FC Kubán Krasnodar          | Krasnodar          | Kubán                 | 31 798    |
| FC KAMAZ Naberezhnye Chelny | Náberezhnye Chelny | KAMAZ                 | 10 500    |
| FC Yenisey Krasnoyarsk      | Krasnoyarsk        | Central (Krasnoyarsk) | 15 000    |

## Clasificación
| Pos. | Equipo                   | Pts. | PJ | G  | E  | P  | GF | GC | Dif. | Clasificación 2023-24            |
| ---- | ------------------------ | ---- | -- | -- | -- | -- | -- | -- | ---- | -------------------------------- |
| 1    | Rubin Kazán (C, A)       | 69   | 34 | 19 | 12 | 3  | 53 | 27 | +26  | Ascenso a Liga Premier           |
| 2    | Baltika Kaliningrado (A) | 67   | 34 | 18 | 13 | 3  | 56 | 30 | +26  | Ascenso a Liga Premier           |
| 3    | Alania Vladikavkaz       | 62   | 34 | 17 | 11 | 6  | 56 | 35 | +21  | No obtuvo licencia RPL           |
| 4    | Yenisey Krasnoyarsk      | 54   | 34 | 13 | 15 | 6  | 43 | 35 | +8   | Play-offs de ascenso             |
| 5    | Rodina Moscú             | 50   | 34 | 13 | 11 | 10 | 42 | 38 | +4   | Play-offs de ascenso             |
| 6    | Dinamo Majachkalá        | 47   | 34 | 12 | 11 | 11 | 25 | 26 | −1   |                                  |
| 7    | Neftekhimik              | 47   | 34 | 12 | 11 | 11 | 34 | 33 | +1   |                                  |
| 8    | Shinnik Yaroslavl        | 46   | 34 | 13 | 7  | 14 | 36 | 41 | −5   |                                  |
| 9    | Akron Tolyatti           | 46   | 34 | 10 | 16 | 8  | 38 | 36 | +2   |                                  |
| 10   | SKA-Jabarovsk            | 44   | 34 | 11 | 11 | 12 | 50 | 39 | +11  |                                  |
| 11   | KAMAZ Naberezhnye Chelny | 44   | 34 | 11 | 11 | 12 | 35 | 36 | −1   |                                  |
| 12   | Volgar Astrakhan         | 44   | 34 | 11 | 11 | 12 | 37 | 41 | −4   |                                  |
| 13   | Arsenal Tula             | 41   | 34 | 11 | 8  | 15 | 37 | 46 | −9   |                                  |
| 14   | Kubán Krasnodar          | 37   | 34 | 9  | 10 | 15 | 36 | 41 | −5   |                                  |
| 15   | Veles Moscú (D)          | 33   | 34 | 9  | 6  | 19 | 35 | 55 | −20  | Descenso a divisiones inferiores |
| 16   | Krasnodar-2 (D)          | 31   | 34 | 8  | 7  | 19 | 32 | 54 | −22  | Descenso a divisiones inferiores |
| 17   | Ufa (D)                  | 30   | 34 | 7  | 9  | 18 | 32 | 46 | −14  | Descenso a divisiones inferiores |
| 18   | Volga Ulyanovsk (D)      | 30   | 34 | 6  | 12 | 16 | 23 | 41 | −18  | Descenso a divisiones inferiores |

 Fuente: Soccerway
Criterios de clasificación: 1) Puntos; 2) Partidos ganados; 3) Puntos partidos directos; 4) Partidos ganados en enfrentamientos directos; 5) Gol diferencia en partidos directos; 6) Goles anotados en partidos directos; 7) Goles de visitante en partidos directos; 8) Gol diferencia; 9) Goles anotados; 10) Goles de visitante.
Notas:
1. ↑  Alania Vladikavkaz, Yenisey Krasnoyarsk y Rodina Moscú aseguraron la 3.ª, 4.ª y 5.ª posición en la Primera Liga, respectivamente. Sin embargo, la Federación Rusa de Fútbol le negó a Alania la licencia RPL 2023-24 y su apelación fue denegada el 29 de mayo de 2023. Yenisey fue ubicado como el equipo en tercer lugar y Rodina fue ubicado como el equipo en cuarto lugar.
2. 1 2  Puntos en partidos directos: Dinamo Majachkalá 3, Neftekhimik 3. Diferencia de gol en partidos directos: Dinamo Majachkalá +1, Neftekhimik –1.
3. 1 2  Puntos en partidos directos: Shinnik Yaroslavl 6, Akron Tolyatti 0.
4. 1 2 3  Puntos en partidos directos: SKA-Jabarovsk 9, KAMAZ Naberezhnye Chelny 5, Volgar Astrakhan 2.
5. ↑  Inelegible para ascender

## Resultados
| Local \ Visitante | AKR | ALA | ARS | BAL | DYN | KAM | KAZ | KR2 | KUB | NEF | ROD | SKA | UFA | ULY | VEL | VOL | YAR | YEN |
| ----------------- | --- | --- | --- | --- | --- | --- | --- | --- | --- | --- | --- | --- | --- | --- | --- | --- | --- | --- |
| Akron             |     | 0–0 | 0–0 | 1–3 | 2–0 | 2–0 | 0–0 | 0–0 | 0–0 | 0–3 | 2–2 | 1–1 | 1–1 | 1–0 | 3–0 | 4–0 | 2–3 | 1–1 |
| Alania            | 3–3 |     | 2–1 | 3–1 | 0–0 | 4–2 | 0–0 | 5–2 | 1–1 | 1–0 | 1–3 | 4–1 | 2–1 | 1–2 | 1–0 | 2–2 | 3–1 | 1–1 |
| Arsenal Tula      | 1–1 | 0–2 |     | 0–5 | 1–1 | 0–1 | 0–1 | 3–1 | 1–2 | 2–1 | 2–3 | 3–2 | 2–1 | 2–0 | 1–1 | 3–2 | 0–1 | 2–2 |
| Baltika           | 1–1 | 2–1 | 1–0 |     | 1–1 | 1–0 | 0–1 | 2–1 | 2–0 | 2–2 | 0–0 | 2–0 | 3–2 | 2–2 | 2–1 | 3–1 | 1–0 | 3–2 |
| Dinamo Majachkalá | 1–1 | 1–2 | 0–0 | 0–0 |     | 1–0 | 0–1 | 1–0 | 2–1 | 2–0 | 0–0 | 0–0 | 0–1 | 0–2 | 1–0 | 1–2 | 2–1 | 3–0 |
| KAMAZ             | 4–0 | 1–0 | 0–1 | 0–0 | 1–2 |     | 0–0 | 1–1 | 2–1 | 0–2 | 2–0 | 3–2 | 2–2 | 0–0 | 0–2 | 2–2 | 1–0 | 1–0 |
| Rubin Kazán       | 3–2 | 2–2 | 1–2 | 3–3 | 2–0 | 1–1 |     | 5–2 | 3–0 | 2–0 | 2–0 | 3–1 | 0–0 | 1–0 | 1–1 | 3–2 | 3–0 | 0–0 |
| Krasnodar-2       | 0–1 | 0–3 | 0–3 | 0–3 | 0–1 | 2–2 | 0–1 |     | 1–1 | 0–0 | 1–0 | 1–4 | 1–0 | 0–0 | 5–2 | 0–2 | 4–0 | 1–2 |
| Kubán             | 1–1 | 1–2 | 2–1 | 0–0 | 0–1 | 0–1 | 1–2 | 4–0 |     | 0–1 | 0–1 | 2–2 | 2–0 | 1–0 | 3–2 | 0–0 | 2–0 | 0–2 |
| Neftekhimik       | 0–1 | 0–0 | 1–0 | 0–0 | 2–1 | 0–1 | 2–2 | 3–0 | 0–0 |     | 1–5 | 0–1 | 2–0 | 1–2 | 2–0 | 1–1 | 1–0 | 1–1 |
| Rodina Moscú      | 1–3 | 1–3 | 1–1 | 1–2 | 2–0 | 2–2 | 0–0 | 1–2 | 2–2 | 0–2 |     | 2–0 | 2–1 | 2–1 | 1–1 | 0–0 | 2–1 | 0–2 |
| SKA-Jabarovsk     | 3–0 | 0–0 | 6–0 | 2–2 | 0–1 | 3–1 | 1–2 | 0–1 | 2–0 | 0–0 | 2–1 |     | 1–1 | 1–1 | 6–0 | 2–0 | 3–1 | 0–0 |
| Ufa               | 0–0 | 1–3 | 0–2 | 0–2 | 0–0 | 1–0 | 1–2 | 2–1 | 1–2 | 0–0 | 0–1 | 3–0 |     | 2–1 | 4–1 | 0–0 | 1–2 | 2–2 |
| Ulyanovsk         | 1–2 | 2–1 | 0–0 | 0–2 | 0–0 | 0–2 | 1–2 | 1–0 | 1–4 | 0–2 | 0–1 | 0–0 | 2–1 |     | 0–2 | 0–3 | 1–1 | 1–1 |
| Veles Moscú       | 1–2 | 1–2 | 1–0 | 2–1 | 0–1 | 1–1 | 1–2 | 1–0 | 3–1 | 4–1 | 0–2 | 1–0 | 0–2 | 0–0 |     | 1–3 | 1–1 | 2–0 |
| Volgar            | 1–0 | 0–0 | 1–2 | 1–2 | 2–1 | 0–0 | 0–0 | 0–3 | 1–1 | 0–1 | 1–1 | 1–3 | 1–0 | 1–0 | 2–1 |     | 1–0 | 2–0 |
| Shinnik Yaroslavl | 1–0 | 0–1 | 2–1 | 1–1 | 0–0 | 1–0 | 1–0 | 0–2 | 1–0 | 3–0 | 1–1 | 1–0 | 3–0 | 2–2 | 2–0 | 2–1 |     | 2–2 |
| Yenisey           | 0–0 | 2–0 | 1–0 | 1–1 | 2–0 | 2–1 | 3–2 | 0–0 | 2–1 | 2–2 | 0–1 | 1–1 | 3–1 | 0–0 | 2–1 | 2–1 | 2–1 |     |

## Play-offs de ascenso-descenso
Los equipos que finalizaron en el puesto 13 y 14 de la Liga Premier de Rusia se enfrentaron a los equipos ubicados 3 y 4 de la Primera Liga de Rusia. La conformación de las llaves se realizó mediante sorteo el 25 de mayo de 2023.
| Equipo 1        | Agr. | Equipo 2            | Ida | Vuelta |
| --------------- | ---- | ------------------- | --- | ------ |
| Fakel Vorónezh  | 3–0  | Yenisey Krasnoyarsk | 1–0 | 2–0    |
| Nizhni Nóvgorod | 3–2  | Rodina Moscú        | 3–0 | 0–2    |

### Llave 1
| Ida; 7 de junio de 2023 | Yenisey Krasnoyarsk | 0 – 1   | Fakel Vorónezh | Fútbol-Arena Yenisey, Krasnoyarsk |                              |
| 19:00 (UTC+7)           |                     | Reporte | Markov 77'     | Árbitro(s): Serguéi Karasiov      | Árbitro(s): Serguéi Karasiov |

| Vuelta; 10 de junio de 2023 | Fakel Vorónezh           | 2 – 0 (Global 3 – 0) | Yenisey Krasnoyarsk | Estadio Central Sindical, Vorónezh |                            |
| 17:30 (UTC+3)               | Akbashev 10' (pen.), 70' |                      |                     | Árbitro(s): Serguéi Ivanov         | Árbitro(s): Serguéi Ivanov |

### Llave 2
| Ida; 7 de junio de 2023 | Rodina Moscú | 0 – 3   | Nizhni Nóvgorod                                | Estadio Spartakovets, Moscú |                             |
| 18:00 (UTC+3)           |              | Reporte | - Sevikyan 11' - Yakovlev 57' - Sharipov 90+2' | Árbitro(s): Kirill Levnikov | Árbitro(s): Kirill Levnikov |

| Vuelta; 10 de junio de 2023 | Nizhni Nóvgorod | 0 – 2 (Global 3 – 2) | Rodina Moscú                   | Estadio de Nizhni Nóvgorod, Nizhni Nóvgorod |                            |
| 14:30 (UTC+3)               |                 |                      | - Timoshenko 8' - Kalmykov 24' | Árbitro(s): Vitali Meshkov                  | Árbitro(s): Vitali Meshkov |